# 라인네카어 S반
라인네카어 S반(독일어: S-Bahn Rhein-Neckar)은 독일 라인네카어 지역에서 운행하는 광역철도 시스템이다. 만하임, 하이델베르크, 루트비히스하펜의 광역권을 중심으로 운영한다. DB 레기오 미테에서 운영하며, 각 구간별로 별도의 교통조합에 속해 있다. 연간 750만 열차·킬로미터를 운행하며, 총 437 km 규모의 노선망이 라인란트팔츠주, 바덴뷔르템베르크주, 헤센주, 자를란트주에 걸쳐 있다.

## 참고 문헌
- Werner Schreiner: … an einem Strang. Ludwigshafen am Rhein 2004. ISBN 3-934845-17-7.